# Cybertracker
Cybertracker ist eine Software für PDAs, Smartphones und Tabletcomputer, um beliebige Informationen im Gelände zu sammeln und später komfortabel auszuwerten und auszutauschen.
Der Begriff „Cybertracker“ ist ein Kunstwort, zusammengesetzt aus „Cyber“ (griechisch, eine Bezeichnung aus der Computerwelt und Kybernetik) und „Tracker“ (engl., Spurensucher).
Der Name Cybertracker ist durch ein Projekt in Südafrika entstanden, das traditionelles Wissen der San-Jäger im Spurenlesen der modernen Welt zugänglich machte. Erfinder und Mentor dieser Verbindung von traditionellem Wissen und High-Tech ist Louis Liebenberg, südafrikanischer Fährtensucher und Spezialist für die bedrohte Kultur der San.
Inzwischen gibt es zahlreiche Einsatzfälle weltweit.

## Historie
Louis Liebenberg aus Südafrika war bereits als Physikstudent vom Spurenlesen fasziniert. Später wurde er durch den Kontakt mit den San der Kalahari selbst ein Experte im Spurenlesen.
Laut Liebenberg ist das Spurenlesen aus evolutionshistorischer Sicht gesehen vermutlich der Beginn des wissenschaftlichen Denkens. Aus objektiven Tatsachen, wie Fußabdrücken im Sand und deren Veränderung z. B. durch Wind und Wetter, lassen sich mit entsprechenden Erfahrungen Schlüsse ziehen, wie z. B. Art und Alter der Tiere und der Zeitpunkt, wann die Spuren entstanden sind. Somit wird aus der Wahrnehmung mittels der Erfahrung eine Spekulation oder Theorie. Beim Spurenlesen, benötigt man die gleichen Fähigkeiten, die man heute für Naturwissenschaften benötigt: Hypothesen aufstellen und logisches Denken. Erst durch die Evolution des Spurenlesens hätten Menschen die Fähigkeit, Physik und Mathematik zu betreiben, erworben. Damit sei das Spurenlesen der Ursprung aller Wissenschaft.
Liebenbergs Vision war, die alte Kunst des Fährtenlesens der San mit moderner Computertechnologie zu verknüpfen. Das war die Geburtsstunde des Cybertracker.

## Einsatzmöglichkeiten
Der Cybertracker ist allgemein nutzbar für 
- die Sammlung aller relevanten Umweltdaten (bei Notwendigkeit mit genauen GPS-Informationen)
- das Wildtier- und Weidetiermanagement
- die Ausbildung von Spurensuchern, Wildbiologen, Rangern u. a.
- das Heranführen von Kindern an Botanik und Zoologie in natürlichen Umgebungen (Umweltpädagogik)

Dadurch ergibt sich ein möglicher Einsatz z. B. in 
- Forstwirtschaft (Waldschäden, Artenverteilung von Pflanzen und Tieren ...)
- Wasserwirtschaft (Qualitätsanalyse, Standortbestimmungen für Quellen, Überwachung technischer Anlagen ...)
- Umwelttechnik (Überwachung dezentraler Windkraftanlagen ...)

## Funktionsweise
Die Software wird auf einem Windows-PC installiert. Sie enthält einen Editor für die Cybertracker-Applikation. Diese Applikation beinhaltet alle Abfragen und Eingabemöglichkeiten für den konkreten Einsatzfall und kann vom Nutzer selbstständig erzeugt werden. Des Weiteren unterstützt die PC-Software den Transport der Applikation zum Pocket-PC, das Wiedereinspielen der mittels des Pocket-PC gesammelten Daten, deren Anzeige und Auswertung. Dazu dienen umfangreiche Filtermöglichkeiten und Exportschnittstellen, um z. B. alle Daten gewünschten Daten in einer Exceltabelle mit anderen Interessierten austauschen zu können.

## Beispielhafte Einsatzfälle
Eine vollständige Liste der Einsatzfälle ist auf der Homepage zu finden:
- Grönland: Umweltüberwachungsprogramm in der Arktis
- Ukraine: Kartierung von Karst- und Höhlen-Eigenschaften, (Ukrainian Institute of Speleology and Karstology)
- Antarktis: Meeresbiologie – Walüberwachung
- Südafrika: University of Stellenbosch, Department of Forest Science
- Malaysia: Monitoring der freilebenden Sumatra-Nashörner in Tabin. (Universiti Malaysia Sabah)
- Costa Rica: Tracking von Jaguaren im Osa-Regenwald.
- USA: 
  - Schmetterlingszählungen in Florida
  - Schneeleoparden-Reservat-Überwachung in Sonoma, CA als Vorbereitung f. Schneeleopardenforschung in Nepal, Indien und Pakistan.
  - Delphinforschung in Südkalifornien.
- Kanada: Winnipeg, Monitoring der Flusswasser-Qualität.

## Aktuelle Nutzung in Deutschland
In Deutschland befinden sich einige Projekte in Entwicklung, wie z. B.
- Vogelkartierung (Vogelklassifikation nach Vogelordnung oder deutschem Alphabet, Population, Aktivitäten, Wetter, optional Kartentool für erforderliche Gegend)
- Wetteranalyse (Umfangreiche Aufnahme der Wetterbeobachtungen. Der Beobachtungspunkt wird mit GPS-Koordinate versehen.)
- Tracks- und Wegpunktaufnahme (Heute grundlegender Bestandteil aller GPS-Geräte. Mit einstellbarem Zeitraster erfolgt die automatische Aufnahme von GPS-Koordinaten des zurückgelegten Weges (tracks). Außerdem können Wegpunkte mit Symbol und Notiz und zusätzlicher GPS-Koordinate abgespeichert werden.)
- Spurenanalyse (Analyse von Tierspuren mit Maßen für Fußabdrücke, Gangarten, Kot/Urin/Ausscheidungen, Zeichen/Aktivitäten/Risse, Altersbestimmung der Spuren, Klassifikation der Tiere, Wetter, Bodenverhältnisse, optional Kartentool für erforderliche Gegend)
- Monitoring Großraubtiere (Aufnahme von Daten für Bär-, Wolf- und Luchsmanagement in Deutschland)
- BioKartierung (Bestandsaufnahme von Pflanzen und Tieren zum Datensammeln für die Ermittlung der Biodiversität)

- CyberTracker beim Wolfsmonitoring

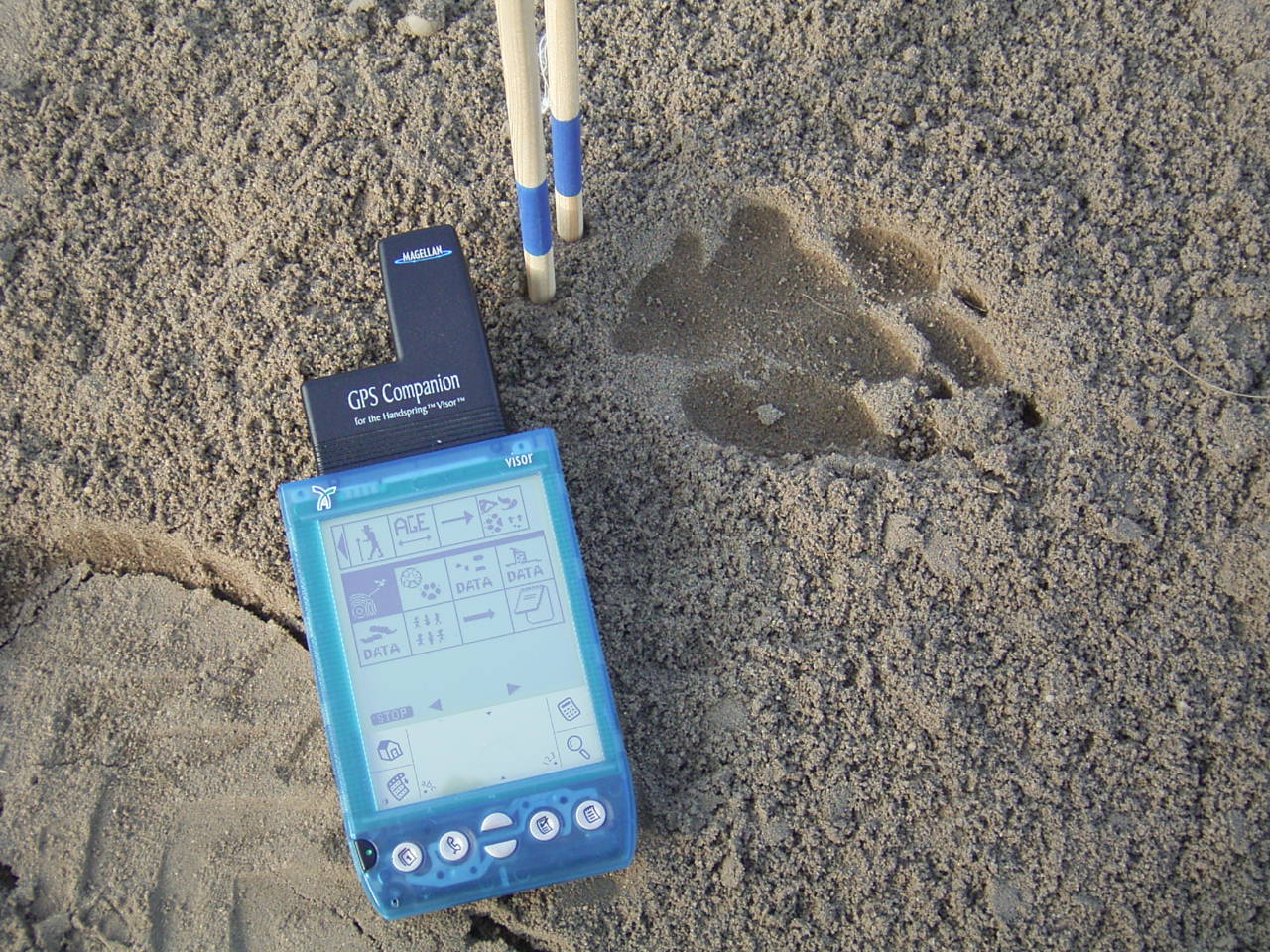
CyberTracker in der Ausbildung von Spurenlesern